# La Boîte à malice (film)
Pour les articles homonymes, voir La Boîte à malice (homonymie).
 (juillet 2025).
Pour plus de détails, voir Fiche technique et Distribution.
La Boîte à malice est un film de Georges Méliès sorti en 1903 au début du cinéma muet.

## Synopsis
Un magicien fait apparaître une jeune femme sous une cape qu'il secoue, puis, aidé d'un assistant, il pose deux vitres à plat sur deux dossiers de chaises. Il pose sur la plaque de verre une boîte dans laquelle il fait monter la jeune femme. Pendant que cette dernière, debout, disparaît progressivement dans la boîte, le magicien et son assistant montrent qu'il n'y a aucun trucage.